# 崋山郡 (湖北省)
華山郡（かざん-ぐん）は、中国にかつて設置された郡。現在の湖北省襄陽市宜城市一帯に相当する。
南北朝時代、南朝宋により雍州に設置され郡治は華山県とされた。西魏により廃止されている。